# Little Nemo: Adventures in Slumberland
Little Nemo: Adventures in Slumberland, lançado no Japão simplesmente como Nemo (ニ モ), é um filme nipo-americano animado do gênero fantasia e aventura de 1989 dirigido por Masami Hata e William Hurtz. Baseado na tira de jornal Little Nemo in Slumberland de Winsor McCay, o filme passou por um longo processo de desenvolvimento com vários roteiristas. Em última instância, o roteiro foi creditado a Chris Columbus e Richard Outten; o enredo e o estilo de arte diferiram da versão original. A trilha sonora foi composta pelos ganhadores do Óscar Sherman Brothers. O filme foi um fracasso de bilheteria.

## Elenco

### Versão estadunidense
- Gabriel Damon como Nemo
- Mickey Rooney como Flip
- René Auberjonois como Professor Genius
- Bernard Erhard como Rei Morpheus
- Laura Mooney como Princesa Camille
- Greg Burson como pai do Nemo e Flap

### Versão japonesa
- Takuma Gōno como Nemo
- Chikao Ōtsuka como Flip
- Professor Genius como Professor Genius
- Kenji Utsumi como Rei Morpheus
- Hiroko Kasahara como Princesa Camille
- Tesshō Genda como pai do Nemo e Flap

## Lançamento
A versão japonesa foi lançada no Japão em 15 de julho de 1989. Em um verão que incluiu uma forte competição, incluindo o filme Majo no Takkyūbin, que foi dirigido por um dos animadores que deixaram a produção deste filme. Em bilheteria, arrecadou 10 milhões de dólares contra um orçamento de 35 milhões. Por sua vez, o lançamento nos Estados Unidos ocorreu em 21 de agosto de 1992.

## Recepção

### Bilheteria
Apesar de ter uma recepção positiva, o filme não conseguiu encontrar uma audiência. Em seu fim de semana de abertura nos Estados Unidos, arrecadou cerca de 407 695 dólares, com um total bruto de 1 milhão, 368 mil dólares. Ele conquistou o "Audience Award" no Cinekid de 1992 e foi nomeado para a categoria "Melhor Animação" do Annie Awards de 1993.
Em março de 2005, Little Nemo recebeu um re-lançamento muito limitado em Denver, Seattle, Atlanta, Austin, Houston e outras cidades dos Estados Unidos. Isto foi através do Regal Entertainment Group, Edwards Theaters e United Artists Theaters, como parte de uma promoção de matinées da Kidtoon Films Family. Exibido apenas nos finais de semanas.

### Crítica
O filme recebeu críticas mistas, incluindo publicações no The Washington Post, Variety , New York Post, Boston Globe e The New York Times. Roger Ebert deu ao filme 2 de 4 estrelas, embora em uma nota positiva escreveu: "Little Nemo é um filme interessante, senão um grande, com alguns personagens alegres, algumas músicas alegres e algumas surpresas visuais."

## Jogo eletrônico

Capa do jogo

Little Nemo: The Dream Master (conhecido como Pajama Hero Nemo (パジャマヒーロー)) é um jogo de plataforma lançado para console NES pela Capcom em setembro de 1990. O jogo é baseado no filme Little Nemo: Adventures in Slumberland, que por sua vez é baseado nas tiras cômicas Little Nemo in Slumberland de Winsor McCay.[carece de fontes?]